# Tabomatang
Tabomatang ist ein Ort im südlichen Teil des pazifischen Archipels der Gilbertinseln nahe dem Äquator im Staat Kiribati mit einer Landfläche von 0,13 km². 2020 wurden 119 Einwohner gezählt.

## Geographie
Tabomatang ist der südlichste Ort der Insel Nikunau. Zusammen mit Nikumanu liegt er im Südteil der Insel, der nur durch einen schmalen Landstreifen mit dem größeren Nordteil verbunden ist.
Im Ort gibt es das Tabomatang Maneaba, ein traditionelles Versammlungshaus.

## Klima
Das Klima ist tropisch heiß, wird jedoch von ständig wehenden Winden gemäßigt. Ebenso wie die anderen Orte der südlichen Gilbertinseln wird Tabomatang gelegentlich von Zyklonen heimgesucht.